# Маунт Гретна (Пенсилванија)
Маунт Гретна (енгл. Mount Gretna) град је у америчкој савезној држави Пенсилванија.

## Демографија
По попису из 2010. године број становника је 196, што је 46 (-19,0%) становника мање него 2000. године.
| Група             | 2000.       | 2010.       |
| Белци             | 240 (99,2%) | 194 (99,0%) |
| Афроамериканци    | 0 (0,0%)    | 0 (0,0%)    |
| Азијати           | 2 (0,8%)    | 0 (0,0%)    |
| Хиспаноамериканци | 0 (0,0%)    | 1 (0,5%)    |
| Укупно            | 242         | 196         |